# تاتا کمیکالس اروپا
تاتا کمیکالس اروپا (انگلیسی: Tata Chemicals Europe) شرکت صنایع شیمیایی بریتانیایی هندی است، که در سال ۱۸۷۳ توسط جان برونر و لودویگ موند تأسیس شد و در سال ۲۰۰۴ توسط شرکت تاتا کمیکالس خریداری گردید.